# 舞衣島
座標: 北緯37度23分30.7秒 東経126度24分56.1秒 / 北緯37.391861度 東経126.415583度
舞衣島（ムイド、ぶいとう、朝: 무의도）は、大韓民国の仁川国際空港の近くにある島で、仁川近郊の観光地の一つとして知られる。行政上は仁川広域市中区に属する。

## 地理
仁川国際空港のある永宗島（龍遊島）の南に位置する。小舞衣島・実尾島・海女島などの小島嶼が附属し、小舞衣島と区別する意味で本島を大舞衣島と呼ぶこともある。島の北部には国思峰（230m）、南部には虎龍谷山（244m）がある。
仁川港の沿岸埠頭からフェリーがある。また、永宗島側からも船便がある。北隣の永宗島との間に橋を架ける計画がある。

## 文化・観光
釣り、海水浴場や潮干狩りで知られているほか、登山も楽しまれている。龍遊島と舞衣島に大規模な観光団地（リゾート地区）を建設する計画が進められている。
島の西岸にあるハナゲ（하나게）海水浴場は、韓国ドラマ『天国の階段』のロケ地でもあり、撮影の際に作られたセットは観光名所となっている。